# Baraniya
Braniya, Brania,  برانية ou ُEl baraniya, (en arabe : البرانية), est un soufflé de viande d'origine algérienne. Ce soufflé se base sur la viande  bien cuite et sur lequel on verse une couche de pain de mie trempée mélangée avec des oeufs et djben (fromage). Une fois le tout mis au four pour une dizaine de minutes on arrose avec la sauce blanche. Ce soufflé n'est pas à confondre avec le mderbel d'aubergines, appelé aussi el braniya dans les régions de l'ouest algérien.
Dans certaines régions du pays, une couche d'aubergines frittes et égouttées est ajoutée à la base suivie de la viande et la mie de pain.

## Préparation
La viande, coupée en morceaux, ( ou sera émiettée par la suite) est cuite dans une sauce blanche avec de l'oignon râpé.
Un mélange bien homogène est préparé à partir de la mie de pain, préalablement trempée, une partie de la sauce de viande, les oeufs, le djben (fromage), vinaigre.
Dans un plat allant au four, arrosé d'un peu de sauce et gardant le restant, on verse la viande puis on couvre du mélange préparé. Après 15 minutes, on sert le plat avec du restant de sauce.